# Hymn of Death
Hymn of Death (coreà: 사의 찬미; romanitzat: Saui Chanmi) és una mini-sèrie de televisió sud-coreana del 2018 que narra la tràgica història d'amor entre la primera soprano coreana, Yun Sim-deok, i l'escriptor i dramaturg Kim U-jin durant l'ocupació japonesa de Corea.
La sèrie consta de tres episodis d'una hora de durada. Es va estrenar a la cadena sud-coreana SBS entre el 27 de novembre i el 4 de desembre de 2018 i actualment està disposible arreu del món a Netflix. Hymn of Death està dirigida per Park Soo-jin i escrita per Cho Soo-jin, amb Lee Jong-suk en el paper de Kim U-jin i Shin Hye-sue en el paper de Yun Sim-deok.
La història de Yun Sim-deok i Kim U-jin havia estat representada anteriorment al cinema i teatre coreans, entre els quals destaca la pel·lícula de 1991 Death Song dirigida per Kim Ho-sun.